# نوفاتي ميلانيسي
نوفاتي ميلانيسي (الميلانية: Novàa) هي بلدية وجزء من مدينة ميلانو الكبرى في إقليم لومباردي الإيطالي، تقع على بعد 8 كم شمال غرب ميلانو. حصلت نوفاتي على لقب المدينة الفخري بمرسوم رئاسي في 16 يناير 2004.
تحد نوفاتي ميلانيسي البلديات التالية: بولاتي، بارانزاتي، كورمانو، ميلانو.

## النقل
كانت نوفاتي ميلانيسي لها محطة على خط ميلانو - سارونو السككي وتخدمها خطوط S1 و S3 من نظام النقل في ميلانو.
يربط خط حافلات، يديره ATM، نوفاتي ميلانيسي وأفوري.

## شخصيات بارزة
- جيوفاني تيستوري
- فينشنزو تورياني

## وصلات خارجية
- الموقع الرسمي